# St. Johannis (Niemegk)

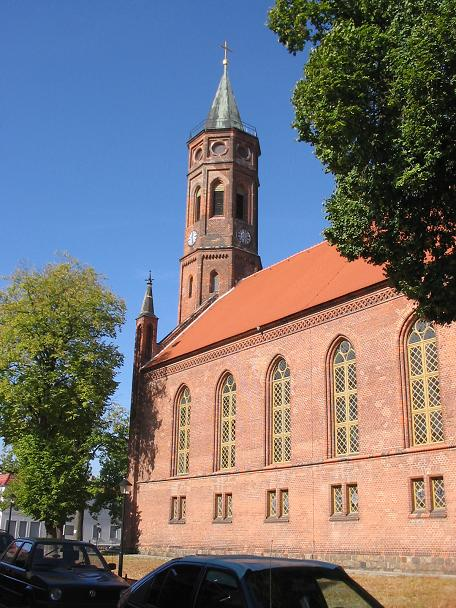
Kirche St. Johannis

Die Kirche St. Johannis ist ein Baudenkmal in Niemegk im Landkreis Potsdam-Mittelmark in Brandenburg. Sie steht auf der Denkmalliste mit der Nummer 09190312. Die evangelische Kirche gehört zum Pfarrbereich Niemegk im Kirchenkreis Mittelmark-Brandenburg der Evangelischen Kirche Berlin-Brandenburg-schlesische Oberlausitz.

## Geschichte und Gestalt
Auf dem Kirchplatz östlich des Rathauses steht die neugotische Hallenkirche, die im Jahr 1853 erbaut wurde. Sie ist ein Werk von Friedrich August Stüler. Durchaus typisch für dessen Kirchen ist der deutlich schmalere Kirchturm, der fast schon wie ein Fremdkörper westlich des Schiffes steht. Einen achteckigen Turm hat Stüler mehrfach umsetzen können, etwa bei der St.-Antonius-Kirche (Nowa Sól), der Dorfkirche Caputh oder der St.-Peter-Kirche in Międzyzdroje.
Bemerkenswert ist zudem die häufig bei Stüler-Bauten anzutreffende klassizistische Strenge, die zum Beispiel die Fenster des Schiffes monoton aneinanderreiht. Dennoch ist die Kirche nicht schmucklos gestaltet, sondern besitzt Fialen an den vier Ecken des Schiffs, ein Kreuz auf dem Ostgiebel und Friese. Besonders stark gegliedert ist die Westseite mit wechselnden Fensterformen, einer der vier Turmuhren, Laternen an der Dreiportalfront oder auch einem Balkongitter am Dachgesims. Dennoch wird auch hier die Symmetrie gewahrt.
Die Kirche ist eine Station auf dem ausgeschilderten Stadtrundgang durch Niemegk.

## Inneres und Ausstattung

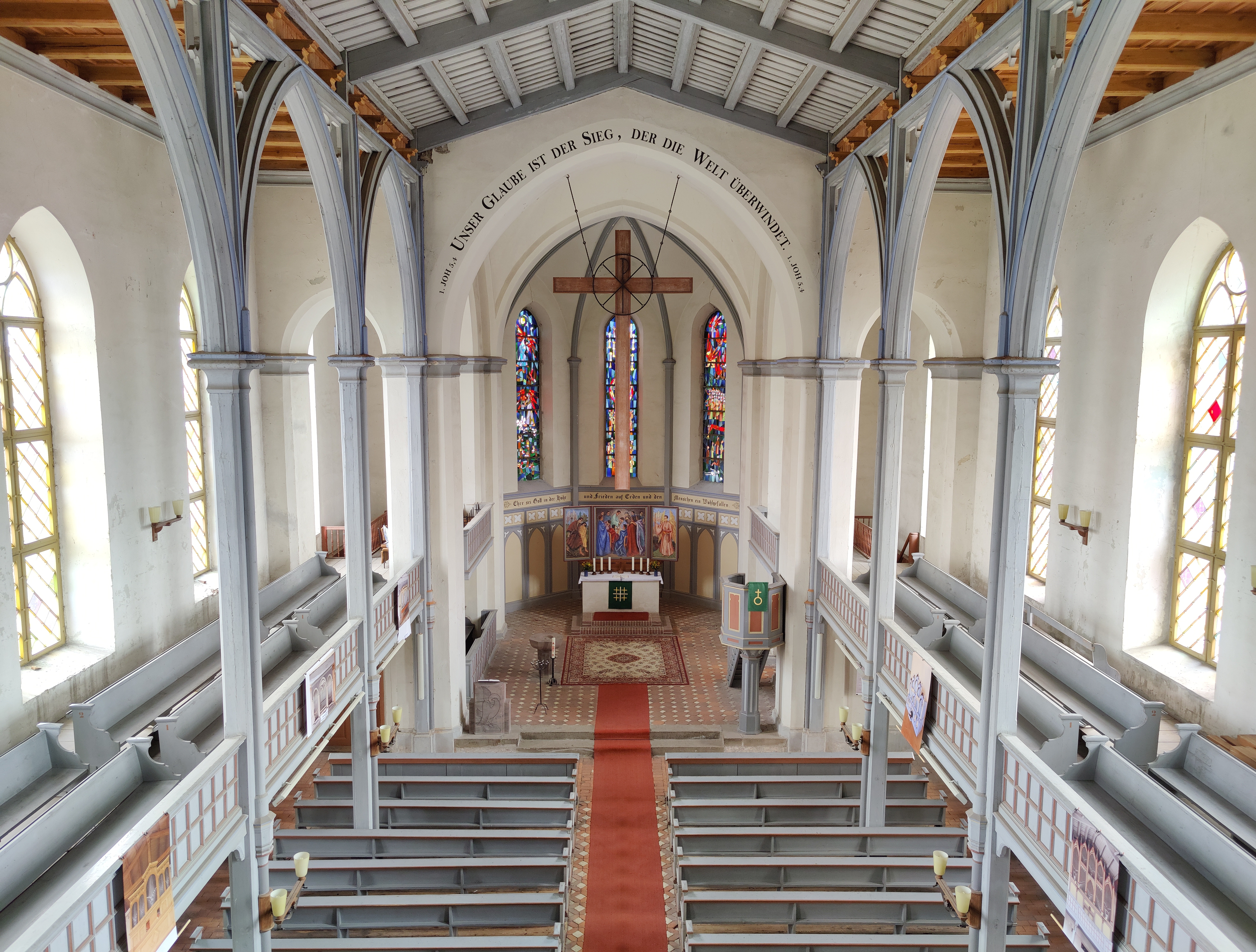
Innenansicht, Blick nach Osten

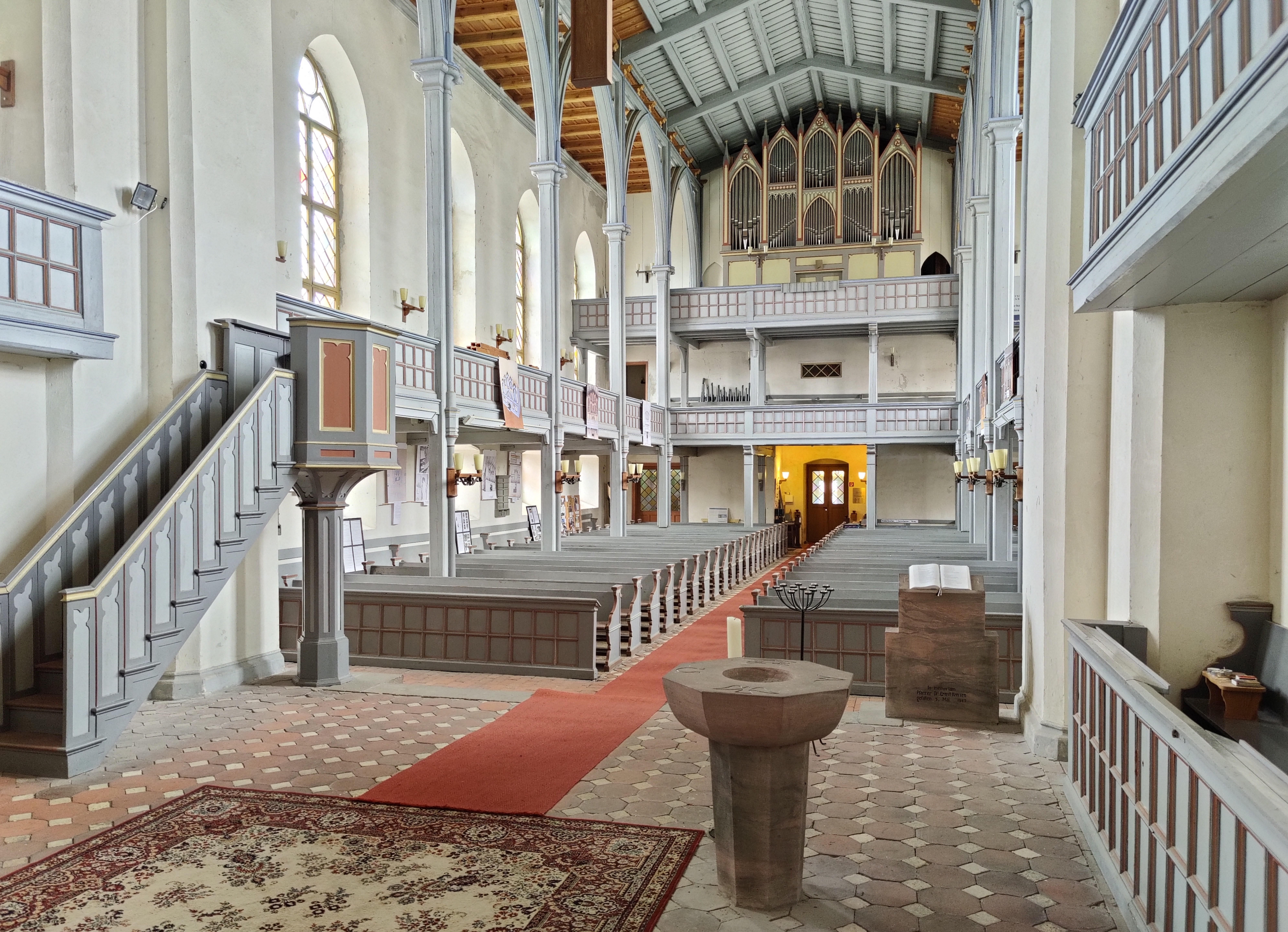
Innenansicht, Blick nach Westen

Es handelt sich um eine dreigeschossige Emporenhalle mit flacher Polygonalapsis. Die Orgel von 1853/54 stammt von Gottfried Wilhelm Baer, der in Niemegk lebte. Sie besitzt 1671 Pfeifen und 30 Register. Im Jahr 1917 wurden die großen Prospektpfeifen für Kriegszwecke eingeschmolzen. Im Zweiten Weltkrieg wurde die Orgel durch Beschuss der Kirche beschädigt. In den 1950er Jahren erfolgte eine erste Sanierung der Orgel. Von 1994 bis 2018 wurden Spenden für die Orgel gesammelt und dementsprechend schrittweise wurde auch die Sanierung vorgenommen. Etwa die im Jahr 2018 die Bekrönung oder im Jahr 2019 die Pfeifen. Nach insgesamt 29 Jahren konnte die Restaurierung 2021 erfolgreich abgeschlossen werden. Altartriptychon und Apsisfenster mit Glasgemälden wurden im Jahr 1953 von Gerhard Olbrich geschaffen.

## Vorgängerbauten
Die erste Kirche ist für das Jahr 1161 belegt und musste im Jahr 1593 einem Neubau weichen. Dieser wurde im Dreißigjährigen Krieg zerstört, so dass im Jahr 1678 ein weiterer Neubau entstand. Ein Stadtbrand im Jahr 1850 zerstörte diesen Bau wiederum; somit ist die Johanniskirche das vierte Gotteshaus dieses Namens. Zudem gab es eine Kirche St. Nikolaus, die wohl zu einem Hospital gehörte, da sie um das Jahr 1500 in einem Lehnbrief Kloster St. Niklas genannt wird, ein Kloster aber nicht belegt ist. Sie befand sich vor dem Wittenberger Tor und ist auf der Stadtansicht von Wilhelm Dilich aus der ersten Hälfte des 17. Jahrhunderts noch zu erkennen. Sie wird allerdings schon im Jahr 1526 sowie im Jahr 1554 wüst genannt.

## Trivia
- Stülers Sohn Franz (1852–1943) wirkte später als Arzt in Niemegk.[10]
- Die Orgel gilt als größtes Instrument im Landkreis Potsdam-Mittelmark sowie als größte Orgel Baers.[7][3]